# Aesopida
Aesopida es un género de escarabajos longicornios.

## Especies
- Aesopida malasiaca J. Thomson, 1864
- Aesopida sericea Breuning, 1950